# Maeve O’Brien-Kelly
Maeve O’Brien-Kelly (* 1930 in Dundalk) ist eine irische Autorin. Sie schreibt unter dem Pseudonym Maeve Kelly.

## Leben
Sie wurde als Tochter eines Gerichtsbeamten geboren. Ihre Mutter war Krankenschwester. Von 1936 bis 1948 besuchte sie in ihrem Geburtsort die Convent of Mercy School. Zwischen 1951 und 1956 erfolgte eine Ausbildung zur Krankenschwester in London und Oxford, die sie mit staatlichen Prüfungen abschloss. In der Zeit von 1958 bis 1973 betrieb sie gemeinsam mit ihrem Mann eine Farm.

## Auszeichnungen
1972 erhielt sie den Hennessy Literary Award.

## Werke
- A Life of Her Own and Other Stories, 1976
- Resolution, 1986